# Bo Larsson
Bo Göran Larsson (Malmö, 1944. május 5. – 2023. december 18.) válogatott svéd labdarúgó, középpályás, csatár.

## Pályafutása

### Klubcsapatban
1962 és 1966 között a Malmöben játszott. 1966-tól 1969-ig a VfB Stuttgart játékosa volt az NSZK-ban, ahol 1969-ben a bundesliga legjobb játékosának választották. 1969-től 1979-ig a Malmöt erősítette. 1980-ban a Trelleborg színeiben fejezte be a pályafutását. Hétszeres svéd bajnok és négyszeres kupagyőztes. Három alkalommal volt a svéd bajnokság legeredményesebb játékosa és két alkalommal választották az év labdarúgójának Svédországban.  

### A válogatottban
1964 és 1978 között 70 alkalommal szerepelt a svéd válogatottban és 17 gólt szerzett. Részt vett az 1970-es, az 1974-es és az 1978-as világbajnokságon.

## Sikerei, díjai
Malmö FF
- Svéd bajnok (7): 1965, 1967, 1970, 1971, 1974, 1975, 1977
- Svéd kupa (4): 1973, 1974, 1975, 1978

Egyéni
- A svéd bajnokság gólkirálya (3): 1963 (17 gól), 1965 (28 gól), 1970 (16 gól)
- Guldbollen (2): 1965, 1973
- A bundesliga legjobb játékosa (1): 1968–69